# MOVE
MOVE è un'organizzazione politica radicale afroamericana creata nel 1972 a Filadelfia, nello stato di Pennsylvania.

## Storia
I suoi fondatori John Africa (nato con il nome di Vincent Leaphart) e Donald Glassey predicavano uno stile di vita anticonsumistico, separato dalla «società capitalistica dei bianchi», ispirato al ritorno alla natura. Crearono una comunità nella zona di Powelton Village, a Filadelfia, che fu sgomberata con la forza nel 1978 per decisione del sindaco dell'epoca, Frank Rizzo; in seguito nove leader della comunità vennero condannati per diversi reati a pene dai trenta ai cento anni. Gli altri membri fondarono una seconda comunità, a Osage Avenue, che resistette fino al 1985, quando la polizia attaccò con un elicottero che sganciò una bomba sull'edificio: morirono 11 persone tra cui cinque bambini. Per l'incendio che ne seguì furono distrutte 62 case, tutte del sottoproletariato di colore che abitava in zona.

### Il movimento oggi
Il movimento oggi sopravvive come gruppo di pressione legale per i diritti dei neri e per la liberazione di Mumia Abu-Jamal.

## Filmografia
La vicenda dei MOVE è al centro del film documentario In Prison My Whole Life (2007).